# Un roman a tué
Un roman a tué — Murder by the Book dans l'édition originale américaine — est un roman policier américain de Rex Stout, publié en 1951. C’est le quatorzième roman de la série policière ayant pour héros Nero Wolfe et son assistant Archie Goodwin.

## Résumé
Nero Wolfe aura bientôt 75 ans, mais ne semble pas faiblir dans ses activités, cependant qu'Archie Goodwin, à 37 ans, se trouve au sommet de sa forme physique et de ses capacités intellectuelles. 
Du mardi 9 janvier au lundi 12 mars 1951, les deux hommes sont plongés dans une affaire criminelle impliquant le milieu de l'édition. Ils doivent démasquer l'assassin d'une jeune fille qui travaillait comme commis dans une maison d'édition à partir d'une liste de suspects que leur soumet l'inspecteur Cramer. Cela n'ira pas sans d'autres meurtres. Et Archie devra s'envoler pour la Californie à la recherche d'un roman inédit.

## Éditions
Édition originale en anglais
- (en) Rex Stout, Murder by the Book, New York, Viking Press, 1950

Éditions françaises
- (fr) Rex Stout (auteur) et Madeleine Michel-Tyl (traducteur), Un roman a tué [« Murder by the Book »], Paris, Fayard, coll. « L’Homme aux orchidées no 15 », 1952, 221 p. (BNF 32449205)

## Adaptation à la télévision
- 1981 : Murder by the Book, saison 1, épisode 8 de la série télévisée américaine L'Homme à l'orchidée réalisé par Bob Kelljan, d’après le roman Un roman a tué, avec William Conrad dans le rôle de Nero Wolfe, et Lee Horsley dans celui d’Archie Goodwin.

## Sources
- André-François Ruaud, Les Nombreuses Vies de Nero Wolfe - Un privé à New York, Lyon, Les moutons électriques, coll. « Bibliothèque rouge », 2008  (ISBN 978-2-915793-51-2)
- J. Kenneth Van Dover, At Wolfe's Door: The Nero Wolfe Novels of Rex Stout, 2e édition, Milford Series, Borgo Press, 2003  (ISBN 0-918736-51-X).